# Andrew Appleton
Andrew Appleton (ur. 18 czerwca 1982 w Reading) – brytyjski żużlowiec, występujący również na długim torze i na trawie, posiadający również austriacką licencję.

## Życiorys
W lidze brytyjskiej reprezentował kluby: Newport (1998-2000), Arena Essex (1998), Edinburgh (1998), Wolverhampton (2000), Eastbourne (2000, 2006)
Oxford (2000-2002), Reading (2002-2005), Coventry (2002), Poole (2003) oraz Peterborough (2004).
Wielokrotny finalista indywidualnych mistrzostw Europy na torze trawiastym, zdobywca 6 medali: złotego (2010), srebrnego (2017) oraz 4 brązowych (2005, 2007, 2011, 2016). Czterokrotny medalista drużynowych mistrzostw świata na długim torze: złoty (2015), srebrny (2007) oraz dwukrotnie brązowy (2011, 2013). Wielokrotny uczestnik cykli Grand-Prix indywidualnych mistrzostw świata na długim torze. Dziesięciokrotny medalista indywidualnych mistrzostw Wielkiej Brytanii na torze trawiastym: czterokrotnie złoty (2006, 2010, 2011, 2014), trzykrotnie srebrny (2004, 2013, 2015) oraz trzykrotnie brązowy (2002, 2009, 2018).